# Başkale
Başkale (türkisch für „Hauptburg“; armenisch Ադամակերտ Adamakert, kurdisch Elbak) ist eine Stadtgemeinde (Belediye) im gleichnamigen Landkreis der türkischen Provinz Van und gleichzeitig eine Gemeinde der 2012 geschaffenen Büyükşehir belediyesi Van (Großstadtgemeinde/Metropolprovinz Van). Seit der Gebietsreform 2013 ist die Gemeinde flächen- und einwohnermäßig identisch mit dem Landkreis.
Başkale liegt im Südosten der Provinz und grenzt im Süden an die Provinz Hakkâri und im Osten an Iran. Zudem liegt sie am Fuße des Berges İspiriz (3668 m).
Der Landkreis bestand bis Ende 2012 aus der Kreisstadt (3 Mahalle) sowie aus 63 Dörfern (Köy), zusammengefasst in zwei Bucaks. Im Zuge der Verwaltungsreform 2013 wurden die Dörfer in Mahalle überführt, so dass deren Anzahl von 3 auf 66 stieg. Als höchster Beamter steht dem Mahalle ein Muhtar vor, der dem Oberbürgermeister (Büyükşehir Belediye Başkanı) direkt unterstellt ist.
2019 wurden zwei weitere Mahalle gebildet (Evbakan und Örmetaş), sodass deren Anzahl nun bei 68 lag. Durchschnittlich 733 Menschen wohnen in einem Mahalle, die meisten im zentralen Yeni Mahalle (4595 Einwohner). 
Im Landkreis befinden sich das armenische Heiligkreuzkloster von Soradir und das Sankt-Bartholomäus-Kloster, das nach dem Völkermord an den Armeniern 1915 in einen Truppenübungsplatz umgewandelt wurde.

## Persönlichkeiten
- Ferzende Kaya (* 1978), Journalist und Schriftsteller